# Salpingifera
Salpingifera is een geslacht van planten uit de familie Achariaceae. Het geslacht is monotypisch; de enige soort komt voor in Gabon.
Karakteristiek voor het geslacht zijn de trompetvormige aanhangsels in de bloemen, die worden beschouwd als gereduceerde bloemen waarvan slechts een nectarklier over is. Daar is het genus ook naar genoemd: trompetdragend.

## Soort
- Salpingifera ngounyensis (Pellegr.) Breteler & Wieringa